# Octavius z Turína
Svatý Octavius z Turína byl mučedníkem. Původní informace nejsou k dispozici, ale je spojován s Thébskou legií. Byl zabit roku 297 za pronásledování křesťanů během vlády císaře Maximiana. Je uváděn spolu se svatými Adventorem a Solutorem jako mučedníci Turína.
Jeho svátek se slaví 20. prosince.